# 시와촌 (후쿠오카현)
시와촌(志波村)은 후쿠오카현 아사쿠라군에 설치되었던 촌이다. 현재의 아사쿠라시에 해당한다.